# Templeton (Massachusetts)
Templeton es un pueblo ubicado en el condado de Worcester en el estado estadounidense de Massachusetts. En el Censo de 2010 tenía una población de 8.013 habitantes y una densidad poblacional de 95,55 personas por km².

## Geografía
Templeton se encuentra ubicado en las coordenadas 42°33′49″N 72°4′32″O / 42.56361, -72.07556. Según la Oficina del Censo de los Estados Unidos, Templeton tiene una superficie total de 83.86 km², de la cual 82.57 km² corresponden a tierra firme y (1.53%) 1.29 km² es agua.

## Demografía
Según el censo de 2010, había 8.013 personas residiendo en Templeton. La densidad de población era de 95,55 hab./km². De los 8.013 habitantes, Templeton estaba compuesto por el 96.74% blancos, el 0.72% eran afroamericanos, el 0.12% eran amerindios, el 0.52% eran asiáticos, el 0% eran isleños del Pacífico, el 0.37% eran de otras razas y el 1.51% pertenecían a dos o más razas. Del total de la población el 1.91% eran hispanos o latinos de cualquier raza.